# 전함

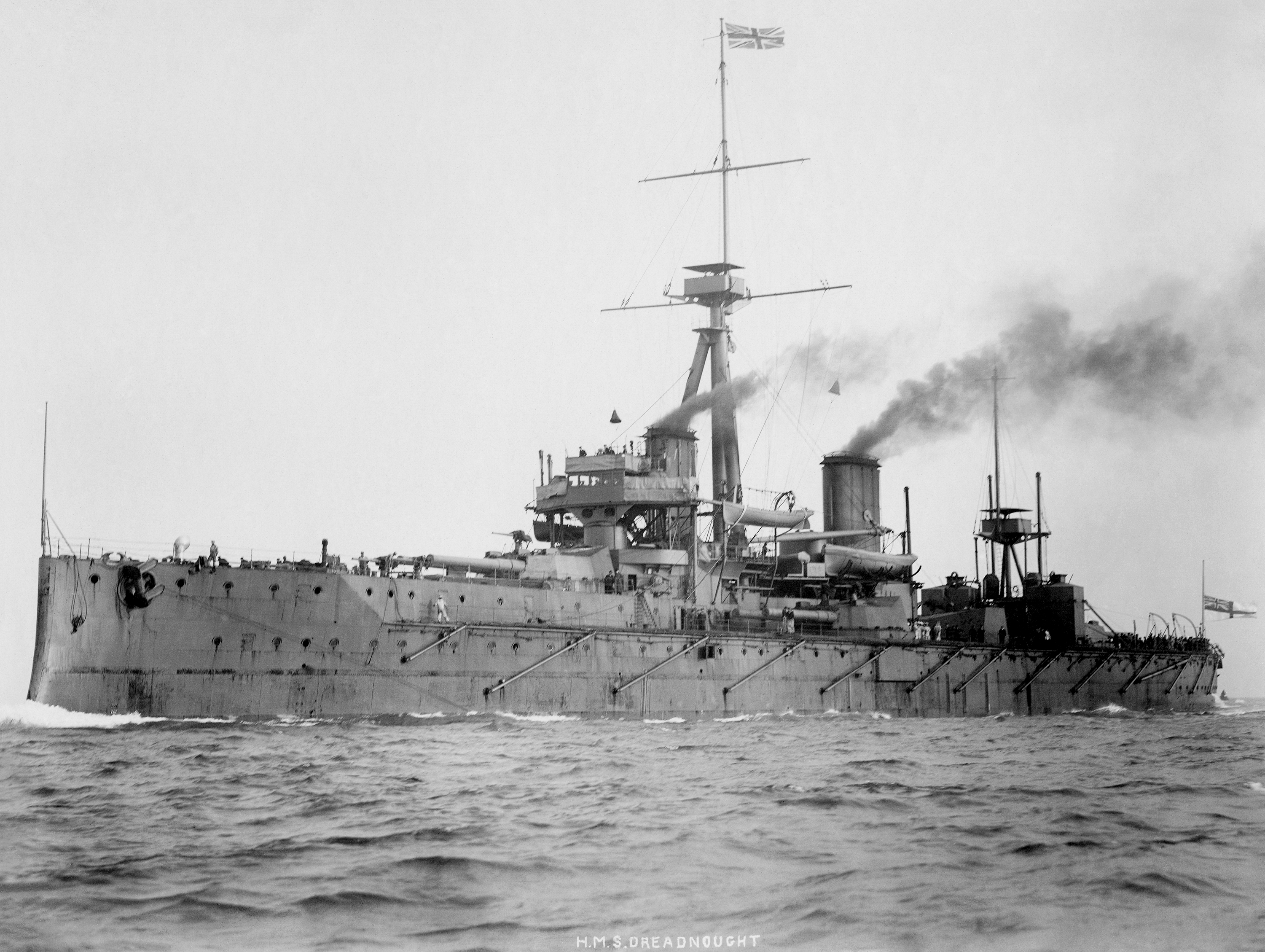
HMS 드레드노트

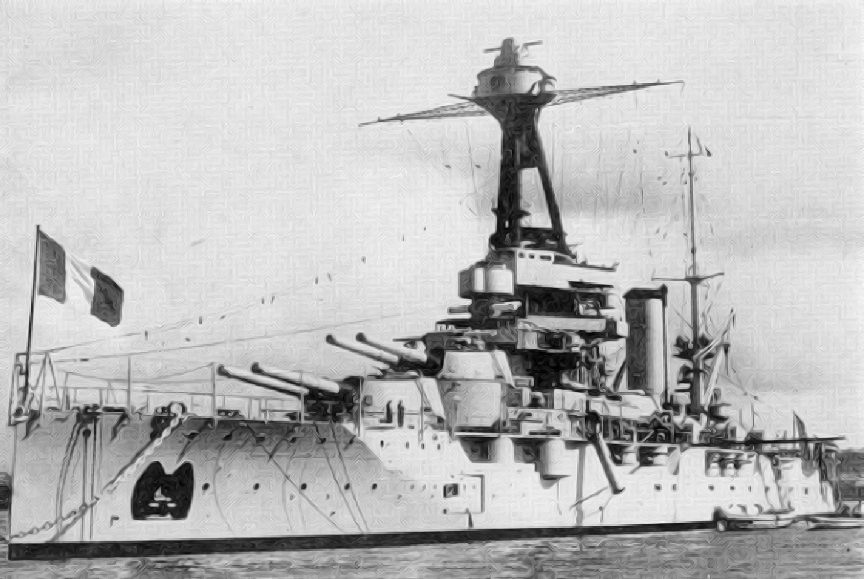
프랑스의 브리타뉴급 전함 프로방스호

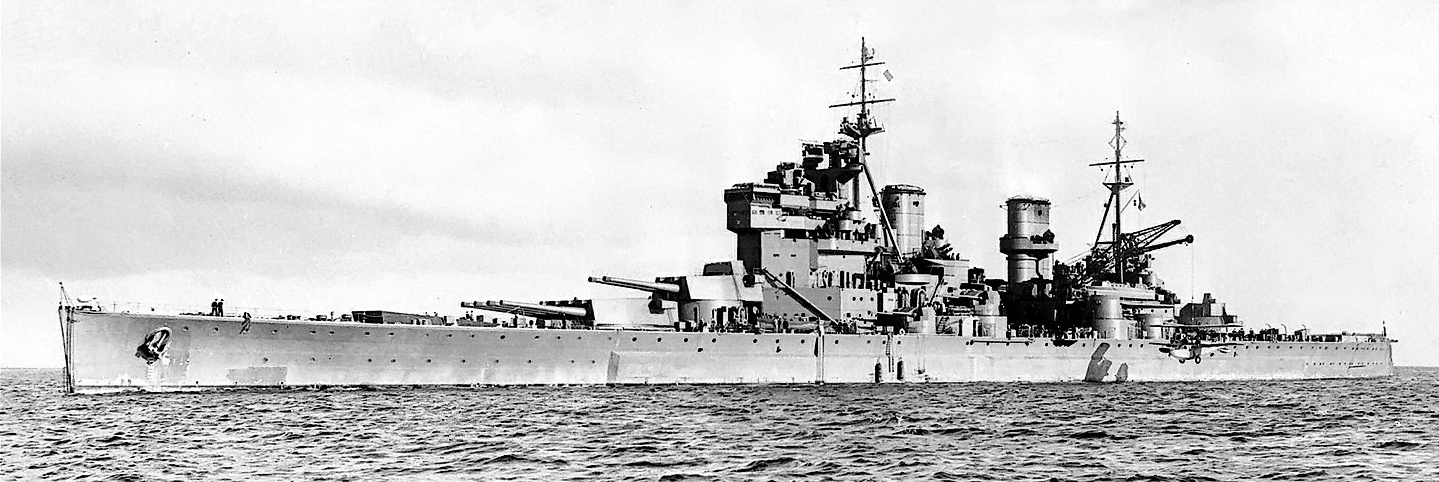
영국 전함 프린스 오브 웨일즈 (1941)

전함(戰艦, Battleship)은 군함 중에서 강력한 공격력과 방어력을 갖추고 함대함 전투를 위주로 설계, 무장한 대형 함선이다.

## 역사

### 등장
해전의 병기는 당시에 사용되는 병기 중에 가장 강력한 병기가 탑재되는 것이 일반적인 경향이다. 화포가 개발되고 나서, 군함에는 당연히 대구경의 화포를 다량 탑재하게 되었고, 적의 화포 공격에서 살아남기 위해 두꺼운 장갑을 두르게 된다. 물론 모든 군함을 그렇게 만들 수는 없으므로 소수의 대형함들을 그러한 형식으로 설계하게 되었으며, 1880년대 이후로 이러한 타입의 함정을 통칭해서 전함이라 부르게 되었다.
전장식 화포와 고정식 포가로는 명중률이 나쁠 수밖에 없었으며, 따라서 해전의 양상은 일시에 최대한의 화포를 적에게 발사하는 형태로 이루어지게 되었다. 즉 전열함으로 단종진을 형성하여 함의 한쪽 현에 있는 모든 화력을 서로 퍼붓는 형태로 전투가 이루어지게 된다.
이러한 형태의 전투는 기술이 발전하여 추진 방식이 돛에서 외륜을 거쳐 스크루로 넘어가고 함의 양현에 장비하던 고정포가식 포열이 중장갑 포곽으로 바뀌고 이것이 회전식 포탑으로 발전할 때까지도 이어지게 된다.

### 거함거포주의
기존의 해전양상이 급격히 바뀌게 된 것은 1906년 영국 해군의 전함 HMS 드레드노트(노급전함)가 등장하면서부터이다. 러일전쟁에서 증명된 12인치 함포 10문으로 구성된 화력과 당시로써는 경이적인 속력인 20노트 이상의 전투속도 - 이는 장갑과 무장이 약한 순양함의 속도였다 - 에 구형 8인치급 함포 포격을 버틸 수 있는 중장갑으로 이루어진 이 전함은 각국의 거함거포주의를 촉발하게 되고, 세계 각국의 해군은 드레드노트를 기준으로 하여 전함을 건조하게 된다. 이러한 형태의 전함을 드레드노트형 전함 혹은 노급전함이라고 한다.
드레드노트형 전함의 등장으로 기존의 전함들은 일거에 그 가치를 잃었기 때문에, 드레드노트 등장 이후 열강의 해군 군비 경쟁은 처음부터 새로 시작하는 셈이 되었다. 특히 영국 해군은 다수의 구형 전함을 보유하여 드레드노트 등장 이전까지 2개 해군 표준을 충족하는 부동의 세계 1위 해군국이었으나, 이후 빌헬름 2세 치하의 독일 제국과의 노급전함 건조 경쟁으로 인하여 기존에 보유했던 절대적 우위를 상실하였다. 이러한 영-독 양국간의 긴장은 제1차 세계 대전 발발에 이르는 간접적인 요인으로도 작용했다.
제1차 세계 대전 후에도 영국, 미국, 일본 등 열강의 해군 군비경쟁은 계속되었고, 이에 부담을 느낀 영국의 제안에 따라 1922년 워싱턴 해군 군비 제한 조약이 체결되었다. 이 조약에 따라 주요 열강 5개국(미국, 영국, 프랑스, 일본, 중국)의 주력함 보유 비율이 10:10:6:3:3으로 고정되었고, 기존 함정의 대량 파기 및 신규함정의 건조 제한을 규정하였으며, 신조함의 크기 및 화력 상한선이 각각 35,000톤 및 주포 구경 16인치로 정해졌다.
이로써 양차 세계대전 사이의 전간기 동안 열강의 해군 전력은 정체되어 이른바 해군의 휴일을 맞았으나, 실상은 조약의 제한이 미치지 않는 보조 전력 분야에서 더욱 치열하게 군비 경쟁이 일어났다. 또한 주목할 만한 것은 항공모함의 건조인데, 사실 이 시기에 건조된 항공모함들은 기존에 대형 순양함이나 전함으로 건조 중이던 선체를 주력함 보유 쿼터로 인해 완성시킬 수 없게 되자 워싱턴 조약에 의해 항공모함으로 설계 변경이 인정된 것들이었다. 보조함 건조 경쟁의 해소를 위하여 1930년에 보조함 제한 규정을 마련한 런던 해군 군비 제한 조약이 조인되었다.
그러나 일본은 양차에 걸친 해군 군비 제한 조약에 의한 자국의 해군 함정 쿼터로는 태평양 전선에서 대미 전쟁 억지력을 유지하는 것이 불가능하다고 판단, 1937년의 제2차 런던 해군 군비 제한 조약에의 비준을 거부함으로써 사실상 군축조약은 의미를 잃었고, 이로써 해군의 휴일은 종료되었다. 이후 각국의 신조함은 조약의 크기 제한을 벗어나게 되며, 일본의 야마토급 전함이나 미국의 아이오와급 전함과 같은 거대 전함이 등장하였다.
한편 베르사이유 조약으로 인하여 노급 전함 건조가 원천봉쇄된 독일은 포켓 전함이라는 기존에 없던 종류의 전함을 건조했으나, 1932년 영국과의 양해각서 체결 이후 노급전함으로 회귀하였다.

### 쇠퇴
제2차 세계 대전 중의 해전들은, 이러한 전함들과 거함거포주의의 최후를 알리는 전쟁이었다. 함포 사정거리를 훨씬 넘는 거리에서 공격해오는 수평/급강하 폭격기 및 뇌격기(어뢰 공격기) 앞에 전함들은 제대로 함포사격도 못해본 채 침몰되었으며, 대전 중의 수많은 해전 가운데 전함 대 전함의 포격으로 이루어진 전투는 불과 10여 건에 불과하였다. 특히 태평양 전쟁의 전훈은 항공모함을 해전의 주역으로 만들었고, 전함은 보조적인 존재로 격하되었다. 더욱이 대전 이후 핵 시대의 개막은 전함의 가치를 일거에 소멸시키고 말았다. 1946년 7월에 비키니 환초에서 실행된 핵실험 "에이블" 및 "베이커"는 전함의 방어력이 핵의 위력 앞에서 무의미하다는 사실을 확정짓고 전함의 시대에 종지부를 찍었다.
현재 전함을 운용하는 나라는 없으나, 미국은 퇴역한 아이오와급 전함을 한국전쟁 및 베트남 전쟁 기간 중 재취역시켜 지상군 지원용으로 운용하기도 하였고, 1991년 걸프 전쟁 중에는 순항미사일 탑재 플랫폼으로 개조하여 운용하기도 하였으나 과다한 운용비로 인해 다시 퇴역시켰다. 그러나 미 해군의 직접 화력지원을 필요로 하는 미 해병대에서는 미사일 대비 월등하게 저렴한 가격, 미사일에 못지 않은 파괴력에 아이오와급의 현역 유지를 요구하는 여론이 존재한다.

## 참고 문헌 및 링크
- 계간, 밀리터리클래식 편집부 (2011). 《세계의 전함 1939-1945》. 과천, 경기도: 이미지프레임. 140쪽. ISBN 978-89-6052-161-2.

## 같이 보기
- 철갑함
- 노급전함
- 드레드노트
- 유틀란트 해전
- 대함거포주의
- 전함의 목록